# Вінс Боріла
Вінс Боріла (англ. Vince Boryla, 11 березня 1927 — 27 березня 2016) — американський баскетболіст.
Олімпійський чемпіон 1948 року.